# Parkano (stacja kolejowa)
Parkano (fiń. Parkanon rautatieasema) – stacja kolejowa w Parkano, w regionie Pirkanmaa, w Finlandii. Stacja została otwarta w 1971. Znajduje się około 6 km od centrum miasta i 262 km od Dworca Centralnego w Helsinkach.
Jest stacją węzłową. Krzyżują się tu linie: Tampere – Seinäjoki i Haapamäki – Pori (przy czym jest ona czynna tylko na odcinku Kihniö – Niinisalo).